# Reflex (uppslagsverk)
Reflex var ett uppslagsverk på fyra band utgivet av Natur & Kultur i slutet på 1960-talet. Uppslagsverket omfattar 15 000 uppslagsord.